# 貝克爾山
貝克爾山（英語：Mount Becker），是南極洲的山峰，位於帕爾默地，處於博耶爾山東北面1.6公里，屬於梅里克山脈的一部分，由美國探險隊發現和拍攝照片，現時由南極條約體系管理。